# بلبل بالاوي
بلبل بالاوي (الاسم العلمي:Alophoixus frater) (بالإنجليزية: Palawan bulbul or grey-throated bulbul)‏ هو نوع من الطيور يتبع جنس البلبل الذهبي من فصيلة البلابل.